# Stokkum (Gueldre)
Pour les articles homonymes, voir Stokkum.

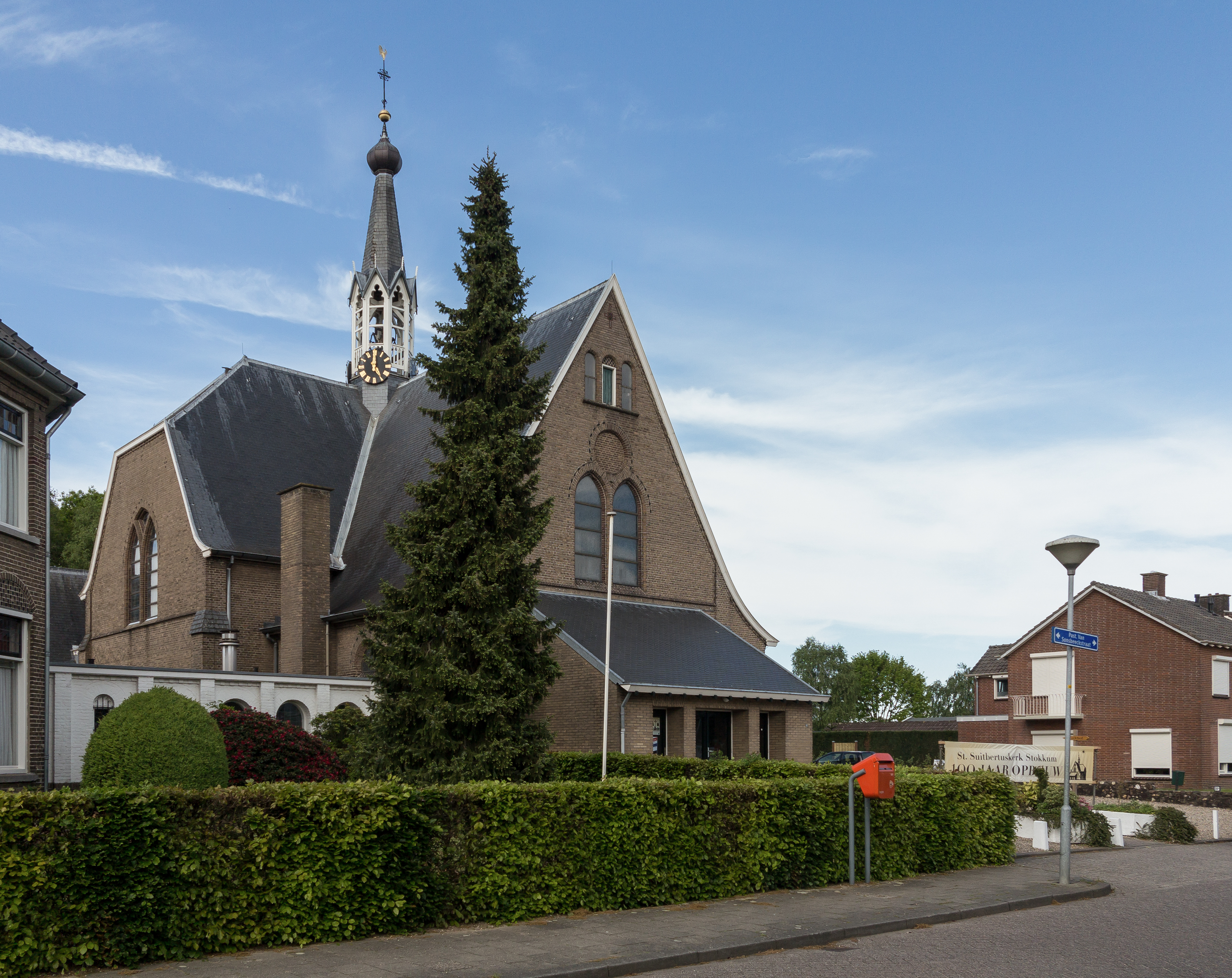
Église catholique: de Sint Suitbertus

Stokkum est un village situé dans la commune néerlandaise de Montferland, dans la province de Gueldre. Le village compte environ 1 200 habitants.